# Vilmoș Gheorghe
Vilmoș Gheorghe (ungarische Schreibweise: Vilhelm György; * 3. Februar 1941 in Tekerőpatak, Ungarn, heute Valea Strâmbă, Rumänien; † 2002) war ein rumänischer Biathlet.
Vilmoș Gheorghe startete in seiner aktiven Zeit für den S.C. Dinamo Brașov. Dreimal nahm er an Olympischen Winterspielen teil. 1964 startete er in Innsbruck im Einzel, belegte dabei den fünften Platz und erreichte damit sein bestes internationales Resultat. Dabei profitierte er sowohl von einer guten Laufzeit mit einem achten Rang in der Laufzeit, als auch einer guten Schießleistung mit nur zwei Fehlern. Vier Jahre später in Grenoble belegte der Rumäne im Einzel den 22. Platz und wurde zudem als Schlussläufer mit Gheorghe Cimpoia, Constantin Carabela und Nicolae Bărbășescu im erstmals ausgetragenen Staffelwettbewerb Siebter. Schon bei den Biathlon-Weltmeisterschaften 1966 in Garmisch-Partenkirchen trat er, in der zwei Jahre später auch bei den Olympischen Spielen startenden Staffelbesetzung, bei den erstmals im offiziellen Wettbewerb durchgeführten Staffelwettkampf an und wurde mit der rumänischen Staffel Fünfter. 1972 folgten in Sapporo ein 32. Platz im Einzel und Platz neun an der Seite von Nicolae Veștea, Victor Fontana und Ion Țeposu im Staffelrennen. Seine besten Resultate bei Biathlon-Weltmeisterschaften erreichte Gheorghe bei der Biathlon-Weltmeisterschaft 1965 in Elverum mit einem achten Rang im Einzel sowie 1971 in Hämeenlinna mit Platz sieben in derselben Disziplin.